# Halten SO
| SO ist das Kürzel für den Kanton Solothurn in der Schweiz. Es wird verwendet, um Verwechslungen mit anderen Einträgen des Namens Halten zu vermeiden. |

Halten (im lokalen Dialekt Haute) ist eine politische Gemeinde im Bezirk Wasseramt des Kantons Solothurn in der Schweiz.

## Geographie

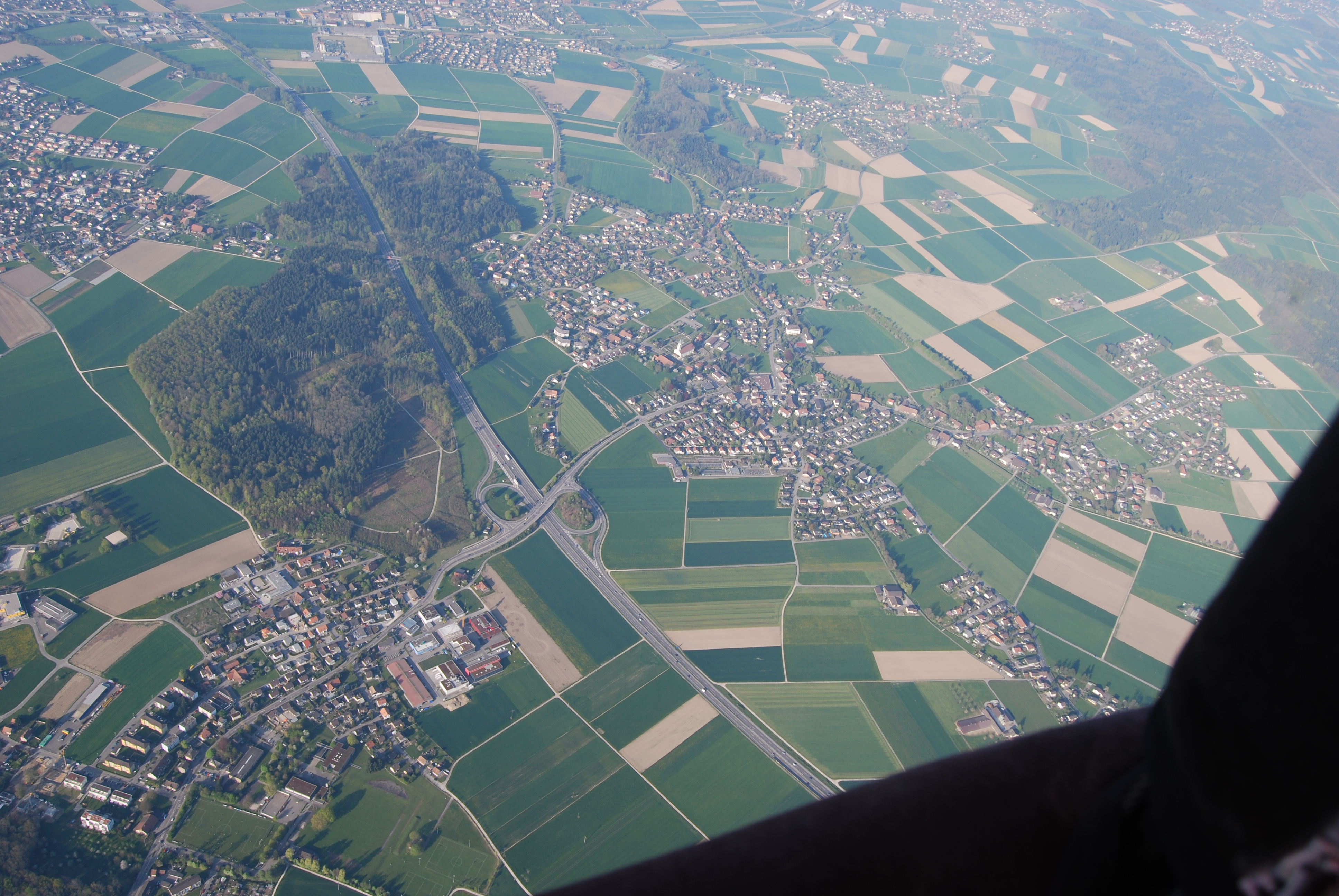
Kriegstetten und Halten (rechts im Bild) vom Ballon aus gesehen

Luftbild (1970)

Halten liegt auf 465 m ü. M., 8 km südöstlich des Kantonshauptortes Solothurn (Luftlinie). Das Dorf erstreckt sich östlich der kanalisierten Ösch, am östlichen Rand der Schwemmebene der Emme, im südlichen Solothurner Mittelland.
Die Fläche des 1,9 km² grossen Gemeindegebiets umfasst einen Abschnitt der leicht gewellten Moränenlandschaft im äusseren Wasseramt, die durch den eiszeitlichen Rhonegletscher geformt wurde. Das Gebiet erstreckt sich von der grundwasserreichen Schotterebene der Emme ostwärts über die Ösch bis auf die angrenzenden Anhöhen. Im Wald von Zinsibrunnen liegt mit 485 m ü. M. die höchste Erhebung von Halten. Von der Gemeindefläche entfielen 1997 16 % auf Siedlungen, 21 % auf Wald und Gehölze und 63 % auf Landwirtschaft.
Zu Halten gehören das am Ortsrand von Kriegstetten gelegene Neubauquartier Mülimatt sowie einige Einzelhöfe. Nachbargemeinden von Halten sind Oekingen, Drei Höfe, Recherswil und Kriegstetten.

## Bevölkerung
Mit 854 Einwohnern (Stand 31. Dezember 2023) gehört Halten zu den kleineren Gemeinden des Kantons Solothurn. Von den Bewohnern sind 96,8 % deutschsprachig, 1,3 % französischsprachig und 0,4 % sprechen Italienisch (Stand 2000). Die Bevölkerungszahl von Halten belief sich 1850 auf 198 Einwohner, 1900 auf 361 Einwohner. Im Verlauf des 20. Jahrhunderts stieg die Bevölkerungszahl bis 1960 (438 Einwohner) nur wenig an. Erst seither wurde eine deutliche Bevölkerungszunahme verbunden mit einer Verdoppelung der Einwohnerzahl innerhalb von 40 Jahren verzeichnet.

## Politik
Der Gemeinderat (die Exekutive) besteht inklusive des Gemeindepräsidenten aus 5 Mitgliedern. Diese werden alle vier Jahre nach Proporz gewählt. Die Sitze verteilten sich dabei wie folgt:
| Partei                                                       | 2017–2021 | 2013–2017 | 2009–2013 |
| Christlichdemokratische Volkspartei                          | 2         | 3         | 2         |
| FDP.Die Liberalen (bis 2009 Freisinnig-Demokratische Partei) | 1         | 1         | 2         |
| Sozialdemokratische Partei                                   | 1         | 1         | 1         |
| parteilos (via SP-Liste)                                     | 1         | –         | –         |

## Wirtschaft
Halten war bis in die zweite Hälfte des 20. Jahrhunderts ein vorwiegend durch die Landwirtschaft geprägtes Dorf. Die Wasserkraft der Ösch wurde früher für den Betrieb einer Mühle genutzt. Noch heute haben der Ackerbau und der Obstbau sowie die Viehzucht einen wichtigen Stellenwert in der Erwerbsstruktur der Bevölkerung. Weitere Arbeitsplätze sind im lokalen Kleingewerbe und im Dienstleistungssektor vorhanden, unter anderem in Betrieben des Baugewerbes, der Informatik und in feinmechanischen Werkstätten. In den letzten Jahrzehnten hat sich das Dorf zu einer Wohngemeinde entwickelt. Viele Erwerbstätige sind deshalb Wegpendler, die hauptsächlich in den Regionen Solothurn und Bern arbeiten.

## Verkehr
Die Gemeinde ist verkehrsmässig gut erschlossen, obwohl sie abseits der grösseren Durchgangsstrassen liegt; die Hauptzufahrt erfolgt von Kriegstetten. Der nächste Anschluss an die Autobahn A1 (Bern-Zürich) befindet sich rund 2 km vom Ortskern entfernt. An das Netz des öffentlichen Verkehrs angebunden ist Halten selbst nur durch eine von Montag bis Freitag zwei- bis dreimal täglich verkehrende Buslinie des BSU (Linie 16) zwischen Subingen und Kriegstetten bzw. Steinhof, die vor allem dem Schülerverkehr dient. Die Buslinien, welche Kriegstetten bedienen, sind jedoch von Halten, dessen Siedlungsgebiet unmittelbar an jenes von Kriegstetten angrenzt, leicht zu erreichen.

## Geschichte

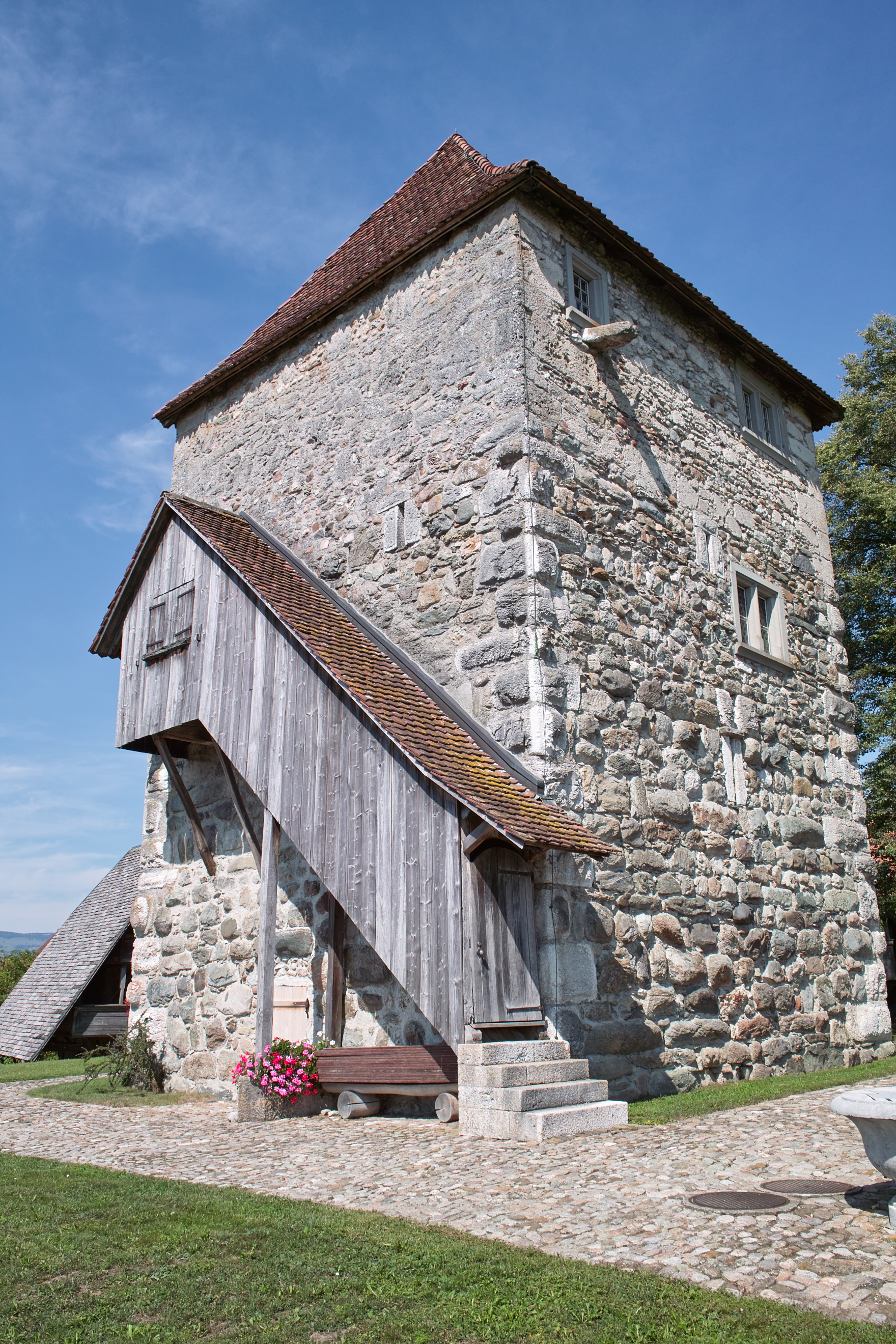
Turm von Halten

Das Gemeindegebiet von Halten war schon sehr früh bewohnt, was durch einige Siedlungsspuren aus der Bronzezeit und Streufunde aus der römischen Epoche nachgewiesen ist. Die erste urkundliche Erwähnung des Ortes in einem Dokument des Staatsarchivs Luzern stammt aus dem Jahr 1201 mit der Namensform Haltun; von 1274 ist die Bezeichnung Halton überliefert. Der Name ist abgeleitet von Halde (Abhang eines Hügels).
Seit 1201 sind die Herren von Halten erwähnt, welche zunächst als Dienstmannen der Zähringer, ab 1218 der Grafen von Kyburg die kleine Herrschaft verwalteten. Im Gümmenenkrieg wurde die Burg Halten 1332 von den Bernern verwüstet. Die Herrschaft umfasste das Gebiet zwischen Kriegstetten und Aeschi (SO) sowie Derendingen und als Exklave einen Teil von Steinhof.
Im Jahr 1466 gelangte das Dorf mit der Herrschaft Halten von den letzten adeligen Besitzern durch Kauf unter die Herrschaft der Stadt Solothurn und begründete die Vogtei Kriegstetten. Erst mit dem Wyniger Vertrag ging 1665 auch die hohe Gerichtsbarkeit über die Herrschaft Kriegstetten von Bern an Solothurn über. Nach dem Ende des Ancien Régime im Jahr 1798 gehörte Halten während der Helvetik zum Distrikt Biberist und ab 1803 zum Bezirk Kriegstetten, der 1988 offiziell in Bezirk Wasseramt umbenannt wurde.

## Sehenswürdigkeiten
Von der ehemaligen Burg Halten ist der rund 12 m hohe Steinsockel des Wohnturms erhalten, der um 1200 gebaut wurde. Die Stadt Solothurn liess den Turm nach einem Brand im Jahr 1543 mit einem neuen Obergeschoss und einem Walmdach versehen und benützte ihn lange Zeit als Gefängnis. Heute gehört er zum Museum Wasseramt. Im ehemaligen Burggraben befinden sich mehrere Speicher sowie ein Ofenhaus aus dem 16. bis 19. Jahrhundert, die von verschiedenen Orten hierher versetzt wurden und ein Freilichtmuseum bilden.
Eine frühere Erdburg befindet sich ferner beim Mühlerain.
Halten besitzt keine eigene Kirche, es gehört zur Kirchgemeinde Kriegstetten.

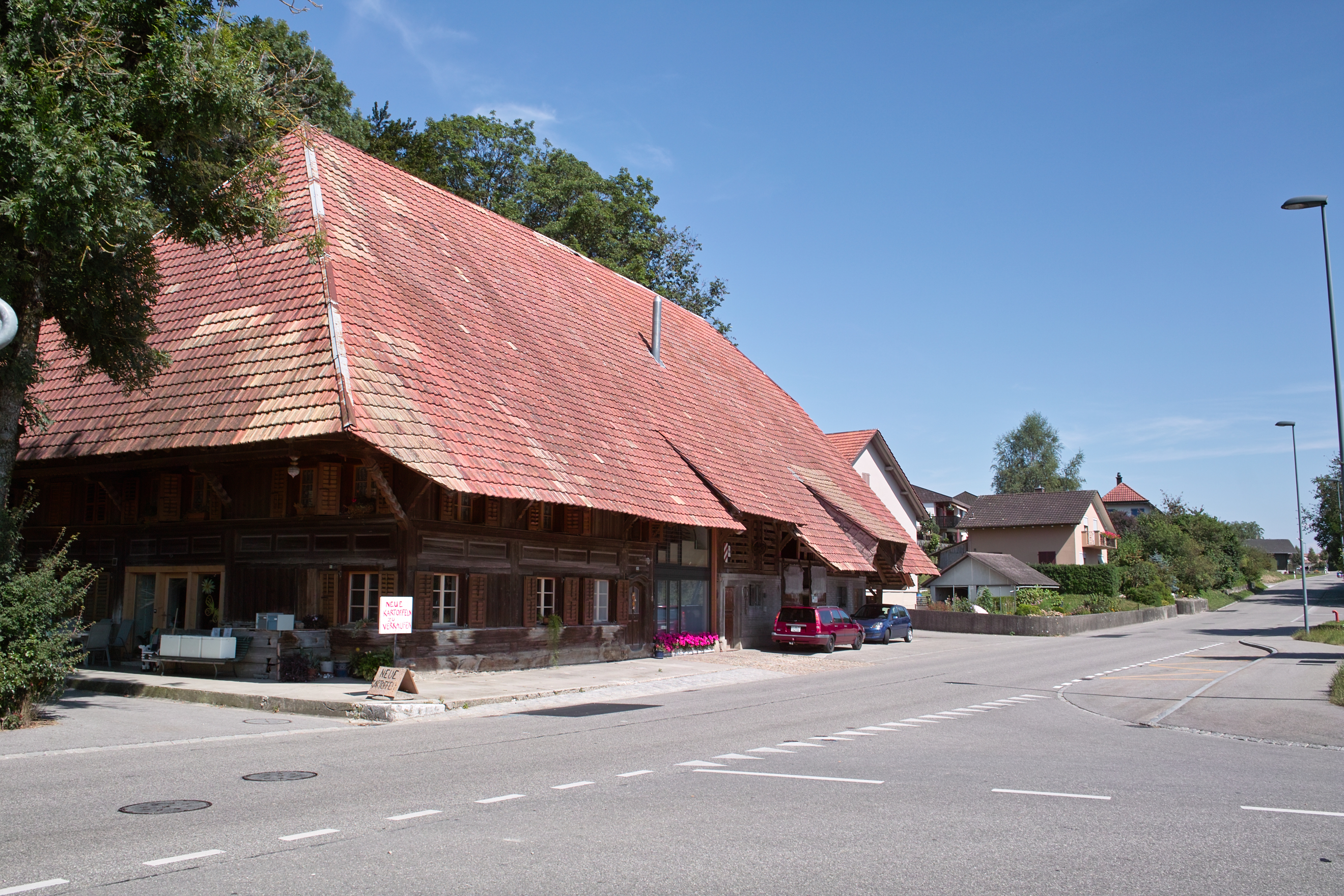
Bauernhaus in Halten
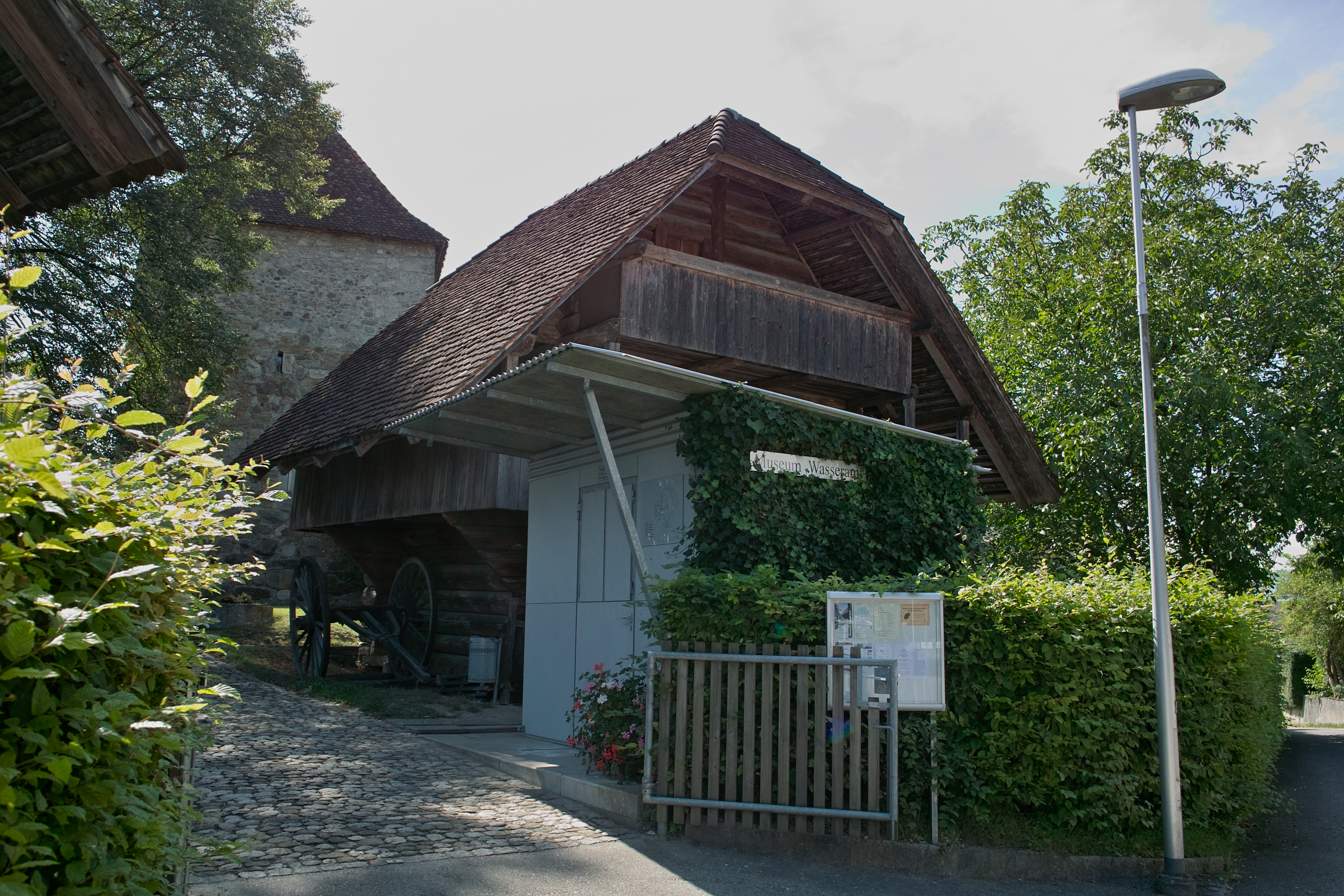
Heimatmuseum Wasseramt
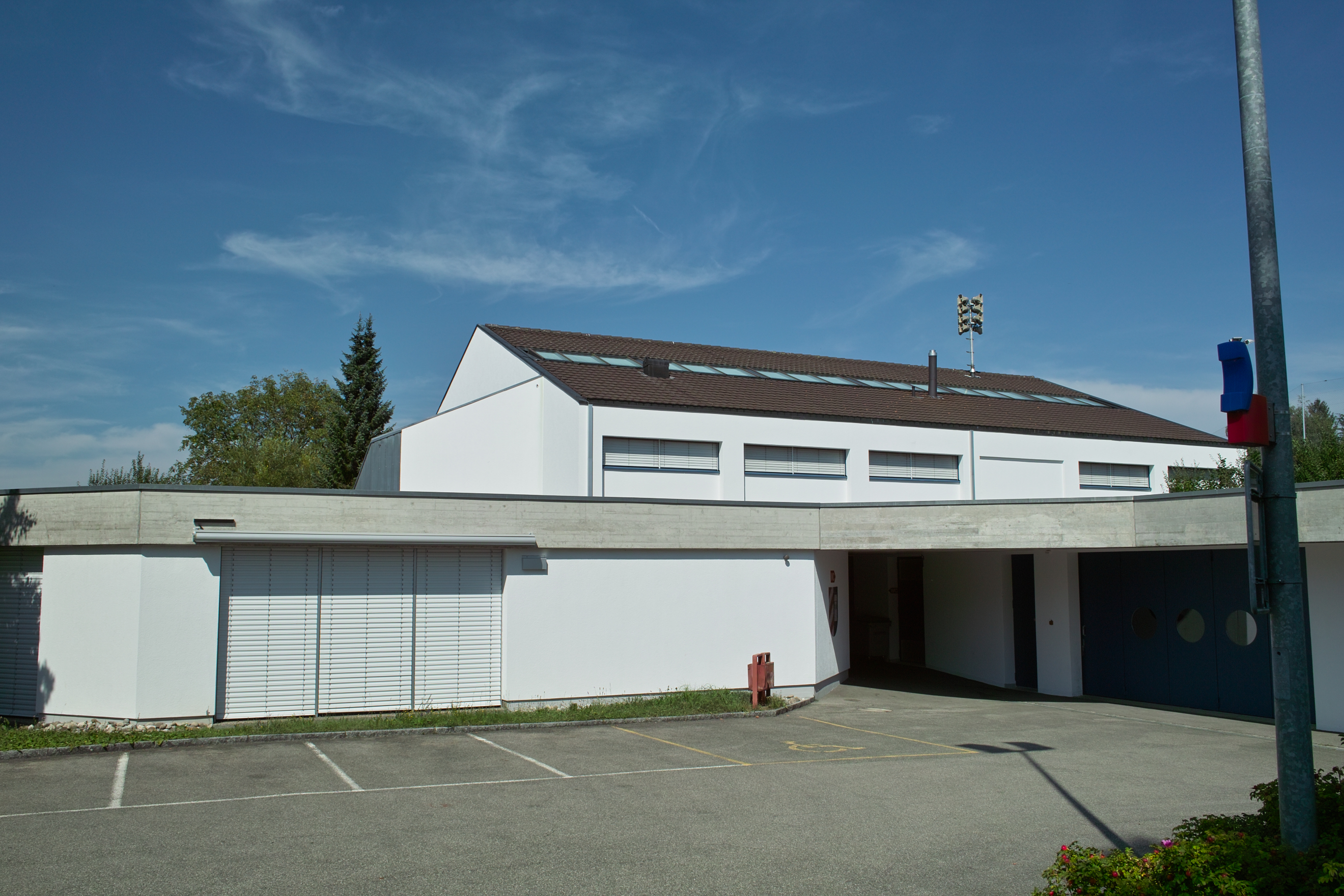
Gemeindehaus

## Wappen
Blasonierung
Gespalten: rechts fünfmalige schräglinke Teilung von Rot und Weiss, links in Schwarz weisser (Halten) Turm